# UCI Asia Tour 2018
Navigation
Édition précédente Édition suivante
L'UCI Asia Tour 2018 est la 14e édition de l'UCI Asia Tour, l'un des cinq circuits continentaux de cyclisme de l'Union cycliste internationale. Il est composé de 31 compétitions organisées du 28 octobre 2017 au 21 octobre 2018 en Asie.

## Équipes
Les équipes qui peuvent participer aux différentes courses dépendent de la catégorie de l'épreuve. Par exemple, les UCI WorldTeams ne peuvent participer qu'aux courses .HC et .1 et leur nombre par épreuves est limité.
| Catégorie               | Catégorie                  | Équipes |
| ----------------------- | -------------------------- | --- |
| .HC                     | 1.HC (Course d'un jour)    | * WorldTeam (max 65%) * Continentales professionnelles * Continentales * Sélections nationales              |
| .HC                     | 2.HC (Course par étapes)   | * WorldTeam (max 65%) * Continentales professionnelles * Continentales * Sélections nationales              |
| .1                      | 1.1 (Course d'un jour)     | * WorldTeam (max 50%) * Continentales professionnelles * Continentales * Sélections nationales              |
| .1                      | 2.1 (Course par étapes)    | * WorldTeam (max 50%) * Continentales professionnelles * Continentales * Sélections nationales              |
| .2                      | 1.2 (Course d'un jour)     | * Continentales professionnelles * Continentales * Sélections nationales * Sélections régionales * Amateurs |
| .2                      | 2.2 (Course par étapes)    | * Continentales professionnelles * Continentales * Sélections nationales * Sélections régionales * Amateurs |
| .Ncup (moins de 23 ans) | 1.Ncup (Course d'un jour)  | * Sélections nationales * Sélections mixtes * Sélections régionales                                         |
| .Ncup (moins de 23 ans) | 2.Ncup (Course par étapes) | * Sélections nationales * Sélections mixtes * Sélections régionales                                         |

## Courses
Cette édition comprend 6 courses en hors catégorie (.HC), 15 courses de niveau 1 (.1) et le reste des courses étant du dernier niveau (.2). En outre, les championnats continentaux et nationaux attribuent également des points.

## Calendrier des épreuves

### Octobre 2017
| Date | Course         | Pays  | Classe | Vainqueur    | Équipe                        |
| ---- | -------------- | ----- | ------ | ------------ | ----------------------------- |
| 28-5 | Tour de Hainan | Chine | 2.HC   | Jacopo Mosca | Wilier Triestina-Selle Italia |

### Novembre 2017
| Date  | Course            | Pays      | Classe | Vainqueur       | Équipe                |
| ----- | ----------------- | --------- | ------ | --------------- | --------------------- |
| 8-12  | Tour de Fuzhou    | Chine     | 2.1    | Jai Hindley     | Mitchelton Scott      |
| 12    | Tour d'Okinawa    | Japon     | 1.2    | Junya Sano      | Matrix Powertag       |
| 18-26 | Tour de Singkarak | Indonésie | 2.2    | Khalil Khorshid | Tabriz Shahrdary Team |

### Décembre 2017
| Date | Course               | Pays  | Classe | Vainqueur   | Équipe              |
| ---- | -------------------- | ----- | ------ | ----------- | ------------------- |
| 2-4  | Tour de Quanzhou Bay | Chine | 2.2    | Max Stedman | BIKE Channel Canyon |

### Janvier
| Date  | Course           | Pays                | Classe | Vainqueur         | Équipe                       |
| ----- | ---------------- | ------------------- | ------ | ----------------- | ---------------------------- |
| 24-27 | Sharjah Tour     | Émirats arabes unis | 2.1    | Javier Moreno     | Delko-Marseille Provence-KTM |
| 25-28 | Tour d'Indonésie | Indonésie           | 2.1    | Ariya Phounsavath | Thailand Continental         |

### Février
| Date  | Course      | Pays                | Classe | Vainqueur       | Équipe            |
| ----- | ----------- | ------------------- | ------ | --------------- | ----------------- |
| 6-10  | Dubaï Tour  | Émirats arabes unis | 2.HC   | Elia Viviani    | Quick-Step Floors |
| 13-18 | Tour d'Oman | Oman                | 2.HC   | Alexey Lutsenko | Astana            |

### Mars
| Date  | Course           | Pays     | Classe | Vainqueur       | Équipe                                         |
| ----- | ---------------- | -------- | ------ | --------------- | ---------------------------------------------- |
| 11-15 | Tour de Taïwan   | Taiwan   | 2.1    | Yukiya Arashiro | Bahrain-Merida                                 |
| 18-25 | Tour de Langkawi | Malaisie | 2.HC   | Artem Ovechkin  | Terengganu                                     |
| 23-25 | Tour de Tochigi  | Japon    | 2.2    | Michael Potter  | Australian Cycling Academy-Ride Sunshine Coast |

### Avril
| Date  | Course            | Pays      | Classe | Vainqueur       | Équipe                |
| ----- | ----------------- | --------- | ------ | --------------- | --------------------- |
| 1-6   | Tour de Thaïlande | Thaïlande | 2.2    | Benjamin Dyball | St George Continental |
| 13-15 | Tour de Lombok    | Indonésie | 2.2    | Álvaro Duarte   | Forca-Amskins         |

### Mai
| Date  | Course               | Pays         | Classe | Vainqueur         | Équipe                            |
| ----- | -------------------- | ------------ | ------ | ----------------- | --------------------------------- |
| 4-6   | Sri Lanka T-Cup      | Sri Lanka    | 2.2    | Yasuharu Nakajima | Kinan                             |
| 20-23 | Tour des Philippines | Philippines  | 2.2    | El Joshua Cariño  | Philppine Navy Standard Insurance |
| 20-27 | Tour du Japon        | Japon        | 2.1    | Marcos García     | Kinan                             |
| 30-3  | Tour de Corée        | Corée du Sud | 2.1    | Serghei Tvetcov   | UnitedHealthcare                  |
| 31-3  | Tour de Kumano       | Japon        | 2.2    | Marc de Maar      | Ukyo                              |

### Juillet
| Date | Course              | Pays  | Classe | Vainqueur      | Équipe           |
| ---- | ------------------- | ----- | ------ | -------------- | ---------------- |
| 22-4 | Tour du lac Qinghai | Chine | 2.HC   | Hernán Aguirre | Manzana Postobón |

### Septembre
| Date  | Course                    | Pays       | Classe | Vainqueur                                  | Équipe                                     |
| ----- | ------------------------- | ---------- | ------ | ------------------------------------------ | ------------------------------------------ |
| 3-5   | Tour de Xingtai           | Chine      | 2.2    | Damiano Cima                               | Nippo-Vini Fantini-Europa Ovini            |
| 7-9   | Tour d'Hokkaido           | Japon      | 2.2    | Annulé en raison d'un tremblement de terre | Annulé en raison d'un tremblement de terre |
| 8-15  | Tour de Chine I           | Chine      | 2.1    | Sebastián Molano                           | Manzana Postobón                           |
| 17-23 | Tour de Chine II          | Chine      | 2.1    | Alejandro Marque                           | Sporting-Tavira                            |
| 18-21 | Tour de Siak              | Indonésie  | 2.2    | Matthew Zenovich                           | St George Continental                      |
| 26-29 | Tour de l'Ijen            | Indonésie  | 2.2    | Benjamin Dyball                            | St George Continental                      |
| 29-30 | Tour d'Almaty             | Kazakhstan | 2.1    | Davide Villella                            | Astana                                     |
| 30-5  | Tour d'Iran - Azerbaïdjan | Iran       | 2.1    | Dmitriy Sokolov                            | Lokosphinx                                 |

### Octobre
| Date | Course             | Pays      | Classe | Vainqueur         | Équipe              |
| ---- | ------------------ | --------- | ------ | ----------------- | ------------------- |
| 6-13 | Tour du lac Taihu  | Chine     | 2.1    | Boris Vallée      | Wanty-Groupe Gobert |
| 14   | Oita Urban Classic | Japon     | 1.2    | Masahiro Ishigami | AVC Aix-en-Provence |
| 14   | Hammer Hong Kong   | Hong Kong | 1.1    | Mitchelton-Scott  | Mitchelton-Scott    |
| 21   | Japan Cup          | Japon     | 1.HC   | Robert Power      | Mitchelton-Scott    |

### Épreuves annulées
| Date               | Course           | Pays     | Classe | Cause |
| ------------------ | ---------------- | -------- | ------ | ----- |
| 7-11 novembre 2017 | Tour de Malaisie | Malaisie | 2.2    |       |

## Classements
- Note: classements définitifs au 21 octobre[1],[2]

| #  | Coureur                  | Équipe                        | Pts.   |
| -- | ------------------------ | ----------------------------- | ------ |
| 1  | Alexey Lutsenko          | Astana                        | 655    |
| 2  | Benjamin Dyball          | St George Continental         | 517    |
| 3  | Artem Ovechkin           | Terengganu                    | 372    |
| 4  | Fumiyuki Beppu           | Trek-Segafredo                | 481,67 |
| 5  | Thomas Lebas             | Kinan                         | 339    |
| 6  | Hernán Aguirre           | Manzana Postobón              | 285    |
| 7  | Peerapol Chawchiangkwang | Thailand Continental          | 267    |
| 8  | Yousif Mirza             | UAE Team Emirates             | 262,17 |
| 9  | Elia Viviani             | Quick-Step Floors             | 255    |
| 10 | Benjamín Prades          | Ukyo                          | 253    |
| 11 | Jacopo Mosca             | Wilier Triestina-Selle Italia | 249    |
| 12 | Stepan Astafyev          | Vino-Astana Motors            | 248,25 |
| 13 | Yukiya Arashiro          | Bahrain-Merida                | 247,67 |
| 14 | Ho Burr                  | HKSI                          | 241,67 |
| 15 | Jakub Mareczko           | Wilier Triestina-Selle Italia | 219    |
| 16 | Serghei Tvetcov          | UnitedHealthcare              | 217    |
| 17 | Ben Hermans              | Israel Cycling Academy        | 200    |
| 18 | Robert Power             | Mitchelton-Scott              | 200    |
| 19 | Magnus Cort Nielsen      | Astana                        | 190    |
| 20 | Mykhailo Kononenko       | Beijing XDS-Innova            | 189    |

| #  | Équipe                          | Pts.   |
| -- | ------------------------------- | ------ |
| 1  | Kinan                           | 976    |
| 2  | HKSI                            | 945,02 |
| 3  | Ukyo                            | 902,67 |
| 4  | Terengganu                      | 824    |
| 5  | Wilier Triestina-Selle Italia   | 816    |
| 6  | Thailand Continental            | 814    |
| 7  | St George Continental           | 784    |
| 8  | Manzana Postobón                | 728    |
| 9  | Nippo-Vini Fantini-Europa Ovini | 582    |
| 10 | Israel Cycling Academy          | 503,71 |

| #  | Pays         | Pts.    |
| -- | ------------ | ------- |
| 1  | Kazakhstan   | 1611,25 |
| 2  | Japon        | 1581,73 |
| 3  | Hong Kong    | 945,02  |
| 4  | Corée du Sud | 721     |
| 5  | Thaïlande    | 695     |
| 6  | Iran         | 688     |
| 7  | Mongolie     | 564     |
| 8  | Chine        | 447,8   |
| 9  | Indonésie    | 408     |
| 10 | Singapour    | 302     |

| #  | Pays         | Pts.   |
| -- | ------------ | ------ |
| 1  | Kazakhstan   | 551    |
| 2  | Japon        | 503,67 |
| 3  | Hong Kong    | 395,67 |
| 4  | Mongolie     | 331    |
| 5  | Corée du Sud | 187    |
| 6  | Iran         | 185    |
| 7  | Singapour    | 156    |
| 8  | Chine        | 111    |
| 9  | Thaïlande    | 98     |
| 10 | Malaisie     | 96     |